# Lower Creek
Lower Creek är en ort i Australien. Den ligger i kommunen Armidale Dumaresq och delstaten New South Wales, i den sydöstra delen av landet, omkring 360 kilometer norr om delstatshuvudstaden Sydney. Orten hade 66 invånare år 2021.